# Roi Soleil
Roi Soleil è un film sperimentale del 2018 diretto da Albert Serra. Si tratta del secondo film del regista sul monarca francese dopo La Mort de Louis XIV (2016).